# Ostra
Ostra là một đô thị ở vùng Marche, miền trung Italia, gần Ostra Vetere, về phía đông nam của Senigallia.
Tên gốc là Montalboddo, đến năm 1881 được đổi thành Ostra, giống như thành phố La Mã cổ đại nằm gần thị xã Ostra ngày nay.
Ostra nằm trên một ngọn đồi trên thung lũng sông Misa, cách bờ biển Adriatic 14 km

## Đô thị kết nghĩa
- Markt Schwaben, Đức